# Montiel (kommunhuvudort)
Montiel är en kommunhuvudort i Spanien.   Den ligger i provinsen Provincia de Ciudad Real och regionen Kastilien-La Mancha, i den centrala delen av landet, 200 km söder om huvudstaden Madrid. Montiel ligger 894 meter över havet och antalet invånare är 1 688.
Terrängen runt Montiel är huvudsakligen platt. Montiel ligger nere i en dal. Runt Montiel är det glesbefolkat, med 16 invånare per kvadratkilometer. Närmaste större samhälle är Infantes, 13,5 km väster om Montiel. Omgivningarna runt Montiel är i huvudsak ett öppet busklandskap.